# Tetramorium thalidum
Tetramorium thalidum är en myrart som beskrevs av Bolton 1977. Tetramorium thalidum ingår i släktet Tetramorium och familjen myror. Inga underarter finns listade i Catalogue of Life.